# Laguneta
Laguneta es un centro poblado de aproximados 3500 habitantes, ubicado en zona rural del municipio de Ciénaga de Oro, dentro del departamento de Córdoba (Colombia).
Su actividad económica principal es la agricultura.
Su acceso desde la troncal tiene una extensión aproximada de un poco más de 5 kilómetros por vía destapada ( Sin pavimentar).
Está conformado por los Barrios: La Cruz, Santo Domingo, Plaza Central, San José, Plaza Nueva, La Aguada, La Tierra Baja, entre otros y limita con comunidades o veredas vecinas que pertenece al centro poblado. como lo son: San Francisco ( Barrio Cachaco),  El Guayabo, Pueblo Bonito, Calle Larga, Cascajal, La Pita,  Nuevo Oriente, Medellín Rojo.
Este centro poblado es famoso porque en este lugar nació la Banda 19 de Marzo de Laguneta, dirigida por el Maestro Miguel Emiro Naranjo Montes, esta agrupación musical fue la encargada de llevar el porro a Europa y triunfadora en decenas de festivales y concursos en el país.cuenta con una casa museo que se puede visitar de forma gratuita, donde se pueden evidenciar sus innumerables premios a lo largo de su existencia.
El centro poblado también cuenta con la Banda 20 de Mayo de Laguneta, dirigida por el Maestro Argemiro Santana Torres, con existencia musical desde hace más de 40 años y quien ya cuenta con 2 álbumes musicales grabados.
Laguneta es un centro poblado rico en costumbres, tradiciones y personas talentosas. En cada rincón del centro poblado residen músicos, en barrios como La Cruz, Santo domingo, La Aguada, Plaza Nueva, San José.
Todos los años celebran sus fiestas patronales:
• 19 de marzo (Aniversario de la Banda 19 de Marzo)
• 16 de julio (Fiestas en honor a la Virgen del Carmen)